# عرن ضعيف الكأسيات
العرن ضعيف الكأسيات (باللاتينية: Hypericum amblysepalum) نوع نباتي ينتمي إلى جنس العرن من الفصيلة العرنية.

## الموئل والانتشار
موطنه بلاد الشام وتركيا.